# Église Saint-Trophyme de Bormes-les-Mimosas
L'église Saint-Trophyme de Bormes-les-Mimosas, est un édifice religieux catholique français, situé dans le département du Var, dans la commune de Bormes-les-Mimosas.

## Historique
La paroisse de Bormes est mentionnée dès l'année 517 et avant l'an 1433 existe près du château féodal une église dédiée à Saint Trophyme.
L'église paroissiale actuelle fut construite en fin du XVIIIe siècle, elle est d'inspiration romane.
À l'intérieur s'y trouvent, un autel en étain qui est l'œuvre de l'architecte Kappelin, des bustes reliquaires en bois, des retables, et un ancien chemin de croix.
En 1999, des travaux de restauration ont été entrepris à l'intérieur de l'édifice et des fresques datant de sa construction ont été découvertes.
Le mariage de la princesse Alexandra de Luxembourg avec Nicolas Bagory est célébré dans l'église le 29 avril 2023.

### Saint Trophyme
Selon Grégoire de Tours, Trophime d'Éphèse, pourrait être le compagnon de saint Paul qui est mentionné aux actes des apôtres, et qui serait venu en Gaule vers l'an 60, pour évangéliser la Provence à la demande de Pierre et Paul.
Sur un plan plus historique, il doit s'agir de Trophime qui fut le premier évêque d’Arles vers l'an 250.
Il est fêté le 29 décembre.

## Architecture
L' église est un édifice protégé au titre des monuments historiques par arrêté du 21 novembre 1973.
Sur la façade, figure un cadran solaire qui mentionne : « Ab hora diei ad horam Dei » ; ce qui signifie : « De l'heure du jour, à l'heure de Dieu ».

## Galerie

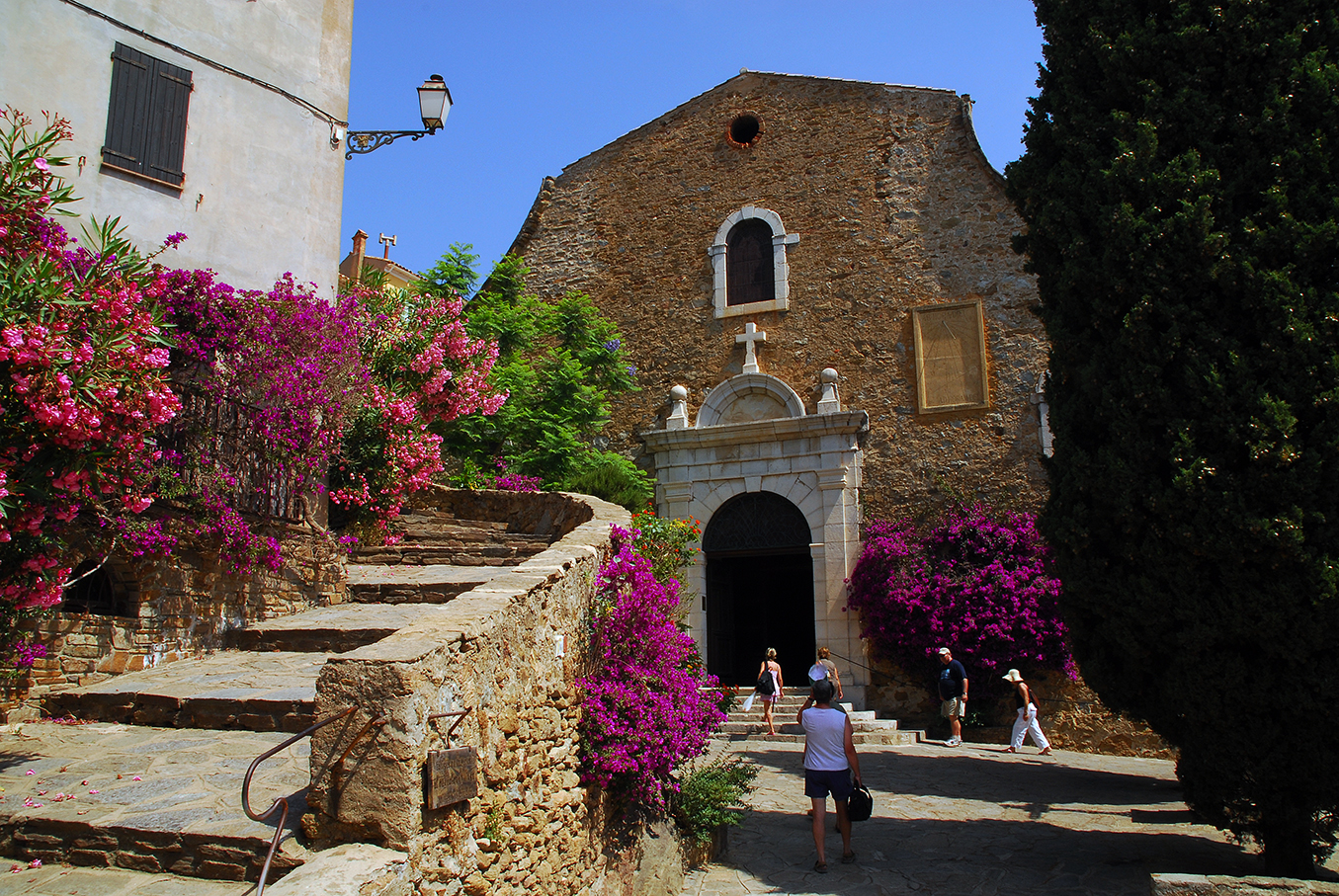
Vue de la rue Carnot.
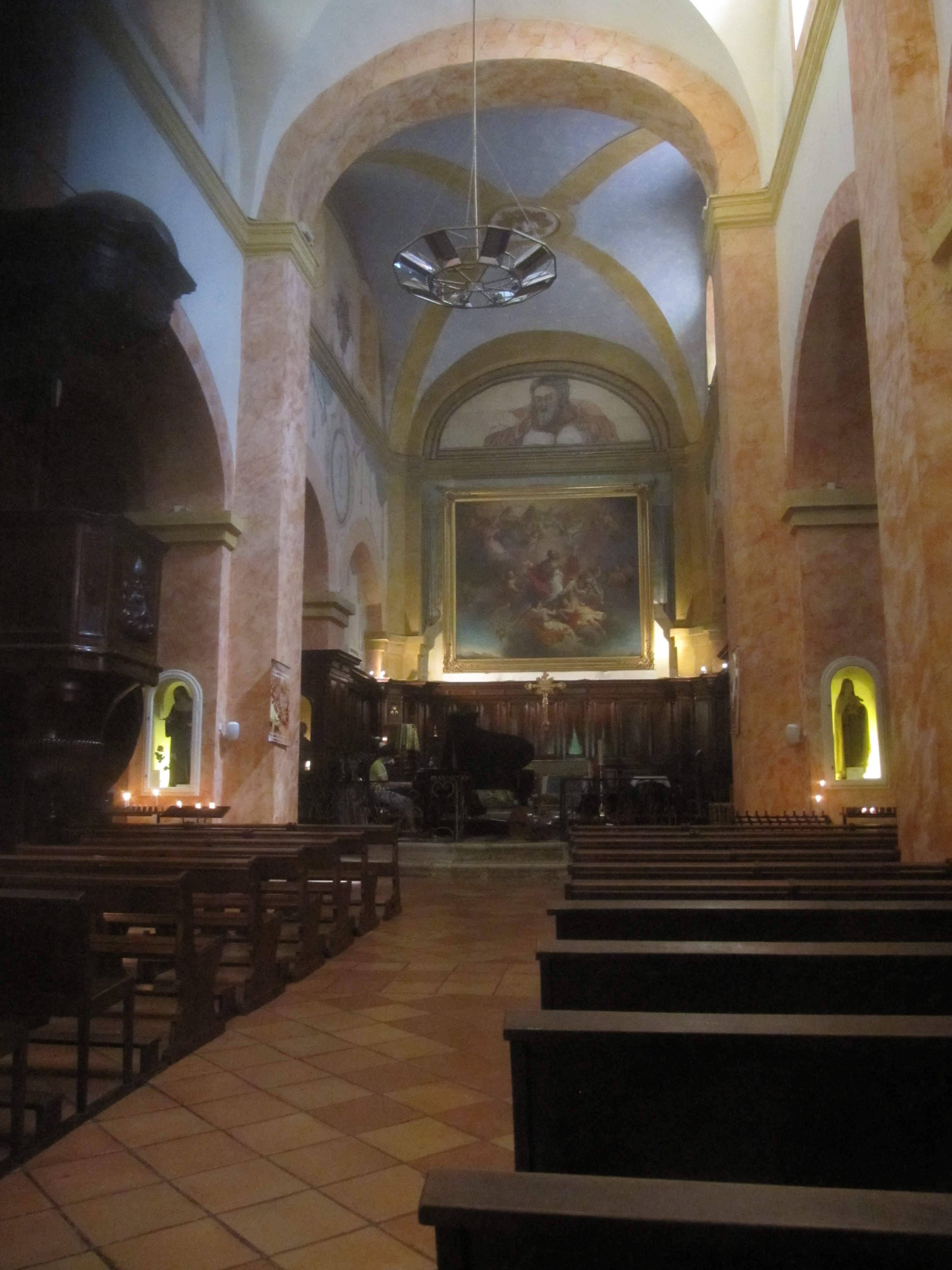
Intérieur de l'église.
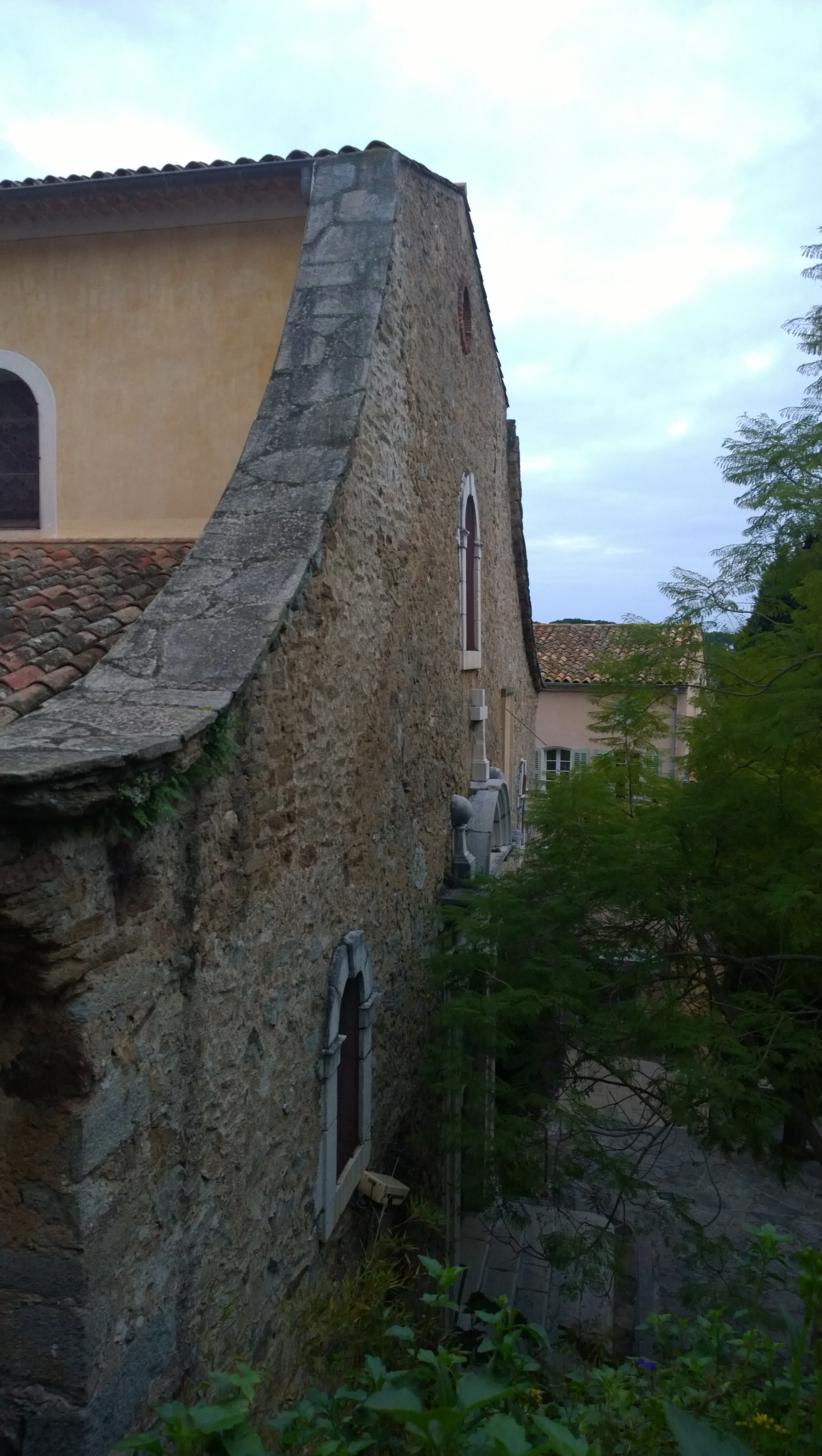
Vue transversale.
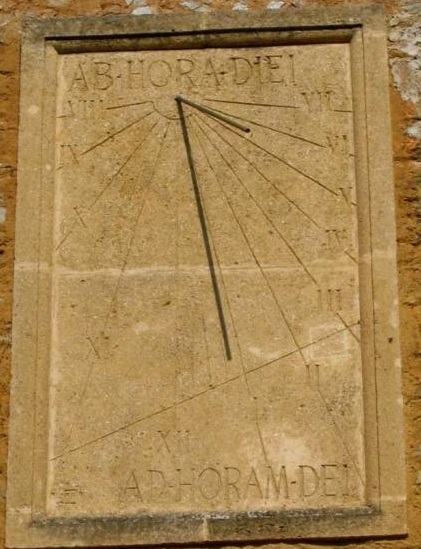
Cadran solaire sur la façade de l'église Saint-Trophyme.